# ルータ・メイルティーテ
ルータ・メイルティーテ（Rūta Meilutytė、IPA: [ruːˈt̪ɐ mʲɛɪɫʊˈt̪ʲîːt̪ʲeː]、1997年3月19日 - ）は、リトアニアの競泳選手。2013年7月時点での女子100m平泳ぎ（長水路）世界記録保持者である。また、15歳にして9つのリトアニア記録を有している。イギリスのプリマスにて練習している。
姓、名ともに長母音が含まれるが、日本のメディアでは「ルタ・メイルティテ」と表記されることが多い。

## 経歴
2011年の欧州ユース・オリンピック・フェスティバルでは100m平泳ぎで金メダル、50m自由形で銀メダル、100m自由形で銅メダルを獲得した。
2012年のロンドンオリンピックでは、100m平泳ぎ準決勝で1分05秒21を記録しヨーロッパ新記録を樹立、決勝で金メダルを獲得した。リトアニアの選手がオリンピックの競泳種目でメダルを獲得するのは独立回復以降初めてのことであった。また、15歳での金メダル獲得はリトアニアでは史上最年少の快挙である。
2013年世界水泳選手権では、100m平泳ぎ準決勝で1分04秒35を記録し世界新記録を樹立、決勝で金メダルを獲得した。また50m平泳ぎ準決勝でも29秒48の世界新記録を樹立したが決勝で惜しくも銀メダルに終わった。リトアニアの選手が競泳種目において世界記録を有するのは独立回復以降初めての快挙である。
2016年のリオデジャネイロオリンピックでは、100m平泳ぎで決勝に進出するも、記録は1分07秒32で、7位に終わった。
2023年世界水泳選手権では、100m平泳ぎ決勝で1分04秒62を記録し金メダルを獲得した。

## 自己ベスト
2013年10月13日現在。
| 050m 平泳ぎ（長水路）                                                  | 29.16   | 世界水泳               | 2023年7月30日  | WR/ER/NR |
| 100m 平泳ぎ（長水路）                                                  | 1:04.35 | 世界水泳               | 2013年7月29日  | WR/ER/NR |
| 050m 平泳ぎ（短水路）                                                  | 28.89   | FINA競泳ワールドカップ | 2013年10月13日 | ER/NR    |
| 100m 平泳ぎ（短水路）                                                  | 1:02.36 | FINA競泳ワールドカップ | 2013年10月12日 | WR/ER/NR |
| 050m バタフライ（長水路）                                              | 27.14   | 世界ジュニア水泳選手権 | 2013年8月28日  | NR       |
| 050m 背泳ぎ（長水路）                                                  | 29.04   | 世界ジュニア水泳選手権 | 2013年8月29日  | NR       |
| 100m 背泳ぎ（長水路）                                                  | 1:04.19 | 英国 GAS 水泳選手権    | 2012年5月7日   |          |
| 050m 自由形（長水路）                                                  | 25.10   | 世界ジュニア水泳選手権 | 2013年8月31日  | NR       |
| 100m 自由形（長水路）                                                  | 54.94   | 世界ジュニア水泳選手権 | 2013年8月28日  | NR/CR    |
| 200m 自由形（長水路）                                                  | 2:02.68 | 英国 GAS 水泳選手権    | 2012年5月7日   | NR       |
| 050m 自由形（短水路）                                                  | 24.97   | FINA競泳ワールドカップ | 2012年10月13日 | NR       |
| 100m 自由形（短水路）                                                  | 53.54   | 世界短水路選手権       | 2012年12月13日 | NR       |
| 200m 個人メドレー（長水路）                                            | 2:12.32 | 世界ジュニア水泳選手権 | 2013年8月29日  | NR/CR    |
| 100m 個人メドレー（短水路）                                            | 58.57   | FINA競泳ワールドカップ | 2013年10月13日 | NR       |
| 200m 個人メドレー（短水路）                                            | 2:09.55 | リトアニア選手権       | 2012年12月22日 | NR       |
| WR - 世界記録、ER - ヨーロッパ記録、NR - リトアニア記録、CR - 大会記録 |         |                        |                |          |